# گئورگی آوراموف
گئورگی آوراموف (بلغاری: Георги Аврамов؛ زادهٔ ۵ اکتبر ۱۹۸۳) بازیکن فوتبال اهل بلغارستان است.
از باشگاه‌هایی که در آن بازی کرده است می‌توان به باشگاه فوتبال بوتو پلوودیو اشاره کرد.